# József Alvinczi
József Alvinczi, alternativ Joseph Alvinczi von Borberek, (n. 1 februarie 1735, Vințu de Jos, Alba, România – d. 25 noiembrie 1810, Buda, Imperiul Austriac) a fost un feldzeugmeister în armata habsburgică și un feldmareșal al Imperiului Austriac.

## Biografie

### Începutul carierei
Etnic maghiar, s-a născut în Transilvania în localitatea Vințu de Jos (în maghiară Alvinc), petrecându-și copilăria pe domeniile contelui Ignác Gyulay, înainte de a se înrola cadet (Fähnrich), la vârsta de 14 ani, în regimentul bunicului acestuia. Până în anul 1753 ajunsese la gradul de căpitan (Hauptmann).
În timpul Războiului de Șapte Ani, Alvinczi s-a distins prin comandarea unei companii de grenadieri în bătăliile de la Torgau și Teplitz, unde acțiunile sale i-au adus promovarea la gradul de maior clasa a II-a. După sfârșitul războiului a activat extensiv pentru implementarea noilor regulamente pentru armată, ale lui Franz Moritz von Lacy.

### Războiul de Succesiune, războaiele turcești și campania din Olanda
Înaintat la gradul de colonel și comandând Regimentul 19 de Infanterie în 1774, și-a condus oamenii în timpul Războiului Succesiunii Bavareze, unde l-a capturat pe comandantul prusac, prințul Hessen-Philippstal, o faptă ce i-a adus lui Alvinczi promovarea la gradul de general-maior și Ordinul Maria Terezia.
Alvinczi a luptat sub conducerea lui Ernst Gideon Freiherr von Laudon în Războiul Otoman din 1787, însă nu a reușit să-și îndeplinească misiunea de a cuceri Belgradul. După o scurtă perioadă în care a avut sarcina de a-l instruit pe viitorul împărat, arhiducele Francisc, s-a întors la comanda regimentului său. Înaintat la rangul de Feldmarschalleutnant, a fost transferat în Olanda Austriacă în 1790 pentru a învinge Statele Unite ale Belgiei, până când o căzătură de pe calul său l-a forțat să se retragă din activitate.

### Neerwinden, Fleurus, Charleroi
La izbucnirea Războaielor Revoluționare Franceze în 1792, Alvinczi a comandat o divizie, însuflețindu-și oamenii demoralizați într-o etapă crucială a victorioasei Bătălii de la Neerwinden din 1793 și conducându-i pe aceștia înainte pentru a captura satul. A luat comanda unei armate auxiliare care i-a sprijinit pe britanicii ce luptau sub ducele de York și Albany, participând la bătăliile de la Fleurus și Landrecy, înainte de a fi rănit la Mariolles.
După recuperare și promovarea la gradul de Feldzeugmeister, Alvinczi l-a sfătuit pe William al VI-lea de Orania în timpul despresurării reușite a orașului Charleroi în iunie 1793, pierzând doi cai sub el în acest proces. Comandant pentru un scurt timp al Armatei Rinului Superior, a fost rechemat la Viena pentru a servi în Hofkriegsrat în 1795.

### Campania italiană și sarcinile ulterioare
La sfârșitul anului 1796 a preluat comanda armatei care lupta împotriva lui Napoleon Bonaparte în nordul Peninsulei Italice. După organizarea miliției tiroleze, pentru a face față înaintării franceze din 1796, a fost însărcinat cu despresurarea trupelor din asediul orașului Mantova. Armata lui Alvinczy era compusă în mare parte din recruți, cu puțini ofițeri experimentați, cu toate acestea a reușit să obțină mici victorii, întâi la Caldiero și apoi Bassano del Grappa, înainte de înfrângerea de la Arcole (15-17 noiembrie, 1796).
În ciuda deteriorării stării de sănătate, s-a regrupat și a încercat din nou, suferind o înfrângere finală în Bătălia de la Rivoli pe 14 ianuarie 1797. I s-a acordat apoi poziția de guvernator militar al Ungariei și a fost promovat în gradul de feldmareșal în 1808, murind doi ani mai târziu la Buda.

## Legături externe
- Constantin von Wurzbach, Biographisches Lexikon des Kaiserthums Oesterreich, 1856-91, vol I, p. 22.
- Joseph Alvinczy Arhivat în 10 iulie 2007, la Wayback Machine.